# Charles Pfizer
Charles Pfizer (født Karl Pfizer; 22. marts 1824 i Ludwigsburg, død 19. oktober 1906 i Newport, Rhode Island) var en tysk kemiker, som immigrerede til USA og grundlagde lægemiddelselskabet Pfizer.
Han rejste ofte til Europa, og mødte sin kone Anna Hausch, som han giftede sig med i 1859, i hjembyen Ludwigsburg. De fik fem børn.